# なごや千客万来
『なごや千客万来』（なごやせんきゃくばんらい）は、NHKで2000年6月23日から7月28日まで放送されたテレビドラマである。

## キャスト
吉田裕子
演 - 富田靖子　
滝田恭一
演 - 野村宏伸
吉田博
演 - 大高力也
堀川克司
演 - 赤井英和
野本昌子
演 - 水沢アキ
谷岡信子
演 - 美保純
野村真治
演 - 小宮孝泰
井川ふじ
演 - 山田昌
谷岡さだ
演 - 岡田茉莉子
その他
演 - 加藤貴子

## 主題歌
- 「ワンダフル・ワールド」アート・ガーファンクル

## スタッフ
- 脚本 - 布施博一、金谷祐子
- 演出 - 岡田健、今井洋一
- プロデュース - 大加章雅
- 音楽 - 梅林茂

## サブタイトル
1. 嘘から出た孫
2. この子誰の子
3. 親の心　子の心
4. 娘たちの陰謀
5. のれんの行方
6. 嘘から出た真実